# Przyjaciółki od czasu do czasu
Przyjaciółki od czasu do czasu (ang. Best Friends Whenever) – amerykański sitcom wytwórni Disney Channel z kanonu Disney Channel Original Series. W rolach głównych wystąpili Landry Bender znana z serialu Crash i Bernstein oraz Lauren Taylor. Jego amerykańska premiera odbyła się 26 czerwca 2015 roku, wraz z premierą filmu Teen Beach 2. Polska premiera odbyła się 18 września 2015 roku wraz z premierą nowego filmu Następcy jako przedpremierowy pokaz. Oficjalna polska premiera odbyła się 29 listopada 2015 roku.
Dnia 29 lutego 2016 roku został oficjalnie potwierdzony 2 sezon serialu.

## Fabuła
Serial koncentruje się na najlepszych przyjaciółkach – Cyd i Shelby, które zaczynają podróżować w czasie, gdy naukowy eksperyment się nie powiedzie. Z pomocą sąsiada Barry’ego dziewczyny muszą nauczyć się panować nad nową możliwością.

## Obsada
- Landry Bender jako Cyd Ripley
- Lauren Taylor jako Shelby Marcus
- Gus Kamp jako Barry Eisenberg
- Ricky Garcia jako Naldo Montoya
- Matthew Royer jako Bret Marcus
- Benjamin Royer jako Chet Marcus

## Odcinki
| Seria | Seria | Odcinki | Oryginalna emisja | Oryginalna emisja | Oryginalna emisja | Oryginalna emisja   |
| Seria | Seria | Odcinki | Premiera serii    | Finał serii       | Premiera serii    | Finał serii         |
| ----- | ----- | ------- | ----------------- | ----------------- | ----------------- | ------------------- |
|       | 1     | 19      | 26 czerwca 2015   | 22 maja 2016      | 18 września 2015  | 8 października 2016 |
|       | 2     | 13      | 25 lipca 2016     | 11 grudnia 2016   | 7 stycznia 2017   | 9 września 2019     |

### Sezon 1 (2015–2016)
| 1 | A Time to Travel Czas na podróż                                | Jon Rosenbaum                | Scott Thomas Jed Elinoff              | 26 czerwca 2015      | 18 września 2015                                  | 101     |
| Dwie najlepsze przyjaciółki: Cyd i Shelby podczas nieudanego eksperymentu naukowego ich dwojga przyjaciół zostają trafione laserem, dzięki czemu zyskują możliwość podróżowania w czasie. Shelby, chcąc umówić się z Cameronem na bal, ciągle robi sobie przed nim wstyd, więc ciągle postanawia cofać się w czasie, co doprowadza do kłótni pomiędzy nią a Cyd, w wyniku której przypadkowo przenoszą się do roku 2017. Shelby postanawia przeprosić Cyd i razem z pomocą ich sąsiada Barry’ego i jego najlepszego kumpla Naldo postanawiają nauczyć się panować nad nową umiejętnością. Gościnnie: Madison Hu jako Marcie Epizodycznie: Emery Kelly jako Cameron Nota: Jest to pierwszy odcinek serialu, który został wyemitowany w USA po premierze filmu Teen Beach 2. Jego oglądalność wyniosła 3.54 miliona widzów. |                                                                |                              |                                       |                      |                                                   |         |
| 2 | A Time to Cheat Czas na Oszukiwanie                            | Jed Elinoff Scott Thomas     | Shelley Jensen                        | 12 lipca 2015        | 6 grudnia 2015                                    | 102     |
| Cyd i Shelby mają problemy z nauczeniem się do testu z historii, więc postanawiają „skoczyć w przyszłość” po pytania do testu. Tymczasem Barry i Naldo starają się stworzyć wynalazek, który pozwoli dać im możliwość podróżowania w czasie. Gościnnie: Jocelyn Ayanna jako panna Nesbit Epizodycznie: Marisa Schovender jako panna Johnson |                                                                |                              |                                       |                      |                                                   |         |
| 3 | A Time to Say Thank You Czas na Powiedzenie Dziękuje           | Shelley Jensen               | Michael B. Kaplan                     | 19 lipca 2015        | 13 grudnia 2015                                   | 103     |
| Cyd próbuje zorganizować specjalne podziękowanie dla rodziców Shelby za to, że pozwolili jej mieszkać z nimi, podczas gdy rodzice Cyd są w Peru. Shelby chce pomóc przyjaciółce. Ściąga tancerzy hulu, zespół rockowy i żonglerów, jednak wszystko to prowadzi do katastrof. Gościnnie: Mary Passeri jako Astrid Marcus, Kevin Symons jako Norm Marcus |                                                                |                              |                                       |                      |                                                   |         |
| 4 | A Time to Jump and Jam Czas na Skok i Dżem                     | Shelley Jensen               | Debby Wolfe                           | 26 lipca 2015        | 20 grudnia 2015                                   | 104     |
| Shelby i Cyd przenoszą się do 2013 roku by spróbować specjalne burrito, które serwowano w ich poprzedniej szkole. Shelby wie, że to był dzień, w którym dziewczyna o imieniu Jen nie zaprosiła ich na urodziny. Okazuje się, jednak teraz zaprosiła je co powoduje zamieszanie. Okazuje się, że w 2013 roku Shelby specjalnie ukryła zaproszenia na urodziny, gdyż sądziła, że Jen będzie miała zły wpływ na Cyd. Gościnnie: Jocelyn Ayanna jako panna Nesbit Epizodycznie: Eryn Nicole Pablico jako Jen |                                                                |                              |                                       |                      |                                                   |         |
| 5 | A Time to Rob and Slam Czas na Roba i Dokuczliwą Gatkę         | Jed Elinoff                  | Scott Thomas                          | 9 sierpnia 2015      | 27 grudnia 2015                                   | 105     |
| Shelby ma nowego partnera na chemii o imieniu Rob, jednak on jest ciągle dla niej wredny i irytujący. Po szkole Shelby prosi Cyd by ta ją rozgniewała, by Shelby mogła powiedzieć Robowi co o nim myśli, jednak potem się źle z tym czuje. Wkrótce Cyd i Shelby lecą w przeszłość by zobaczyć czemu Rob jest taki. Gościnnie: Madison Hu jako Marci Epizodycznie: Jeffrey J. Fernandez jako Quiet Tim, Larry Joe Campbell jako pan Doyle, Brendan Meyer jako Rob, Randy J. Goodwin jako Vance Carroway Nieobecni: Benjamin Royer jako Bret Marcus, Matthew Royer jako Chet Marcus |                                                                |                              |                                       |                      |                                                   |         |
| 6 | The Butterscotch Effect Efekt Motyla                           | Shelley Jensen               | Steve Jarczak i Shawn Thomas          | 16 sierpnia 2015     | 8 stycznia 2016                                   | 106     |
| Cyd i Shelby skaczą do przyszłości, by sprawić, żeby Barry poznał swojego naukowego idola, jednak po powrocie okazuje się, że Barry nie jest naukowcem, tylko wraz z Naldo są okropnymi rockmanami. Gościnnie: Mary Passeri jako Astrid Marcus, Kevin Symons jako Norm Marcus |                                                                |                              |                                       |                      |                                                   |         |
| 7 | Shake Your Booty Zatańcz w Stylu Lat 70                        | Victor Gonzalez              | Jed Elinoff i Scott Thomas            | 23 sierpnia 2015     | 15 stycznia 2016                                  | 107     |
| Cyd i Shelby mają za zadanie napisać wypracowanie o erze disco z lat 70. Postanawiają lecieć do tych czasów i same przeżyć te wydarzenia. Trafiają na bitwę pomiędzy punkowcami i disco. Kiedy dziewczyny wracają do przyszłości znikają, gdyż zmieniły przeszłość. Barry i Naldo muszą je uratować. Epizodycznie: Ben Giroux jako pan Canavan, Mollee Gray jako Roller Girl Nieobecni: Benjamin Royer jako Bret Marcus, Matthew Royer jako Chet Marcus Nota: Odcinek kończy się cliffhangerem, a kontynuacja odcinka odbędzie się w odcinku „Jump to the Future Lab”. Gus Kamp i Ricky Garcia odgrywają w tym odcinku podwójne role, jako Barry i Naldo, a także jako ojciec Barry’ego i ojciec Naldo. |                                                                |                              |                                       |                      |                                                   |         |
| 8 | Jump to the Future Lab Skok do Laboratorium Przyszłości        | Shelley Jensen               | Michael B. Kaplan                     | 20 września 2015     | 22 stycznia 2016                                  | 108     |
| Cyd i Shelby odkrywają wskazówkę co do laboratorium przyszłości, która jest w jakiś sposób związana z Barrym i jego naukową idolką Janet Smythe, która zatrudnia w pracy tatę Shelby. Śledzą pana Marcusa do Globo-Dygi-Dyne by sprawdzić, czy on też uczestniczy w laboratorium przyszłości. Gościnnie: Kevin Symons jako Norm Marcus, Nora Dunn jako Janet Smythe |                                                                |                              |                                       |                      |                                                   |         |
| 9 | Cyd & Shelby's Haunted Escape Nawiedzona Ucieczka Cyd i Shelby | Victor Gonzalez              | Jim Martin                            | 4 października 2015  | 29 stycznia 2016                                  | 109     |
| Cyd i Shelby wybierają się do Nowego Jorku na Halloween. Zostają tam zamknięte w pokoju strachów wraz z Riley i Lucasem, nagle dziewczyny robią się niewidzialne i z tego powodu nie mogą powrócić do domu. Goście specjalni: Rowan Blanchard jako Riley Matthews, Peyton Meyer jako Lucas Friar Nota: Odcinek jest specjalnym halloweenowym crossoverem z serialem Dziewczyna poznaje świat, w którym występują Rowan Blanchard i Peyton Meyer z tamtego serialu. |                                                                |                              |                                       |                      |                                                   |         |
| 10 | When Shelby Meet Cyd Kiedy Shelby poznała Cyd                  | Victor Gonzalez              | Jim Hope                              | 25 października 2015 | 8 kwietnia 2016                                   | 110     |
| Cyd i Shelby przenoszą się do czasów przedszkola, by uczcić rocznicę swojej przyjaźni, ale kiedy to robią zaczynają się zmieniać w swoje pięcioletnie wersje. Gościnnie: Larry Joe Campbell jako pan Doyle Epizodycznie: Julia Butters jako pięcioletnia Cyd, MacKenzie Dunne jako pięcioletnia Shelby, Lauren Lindsey Donzis jako dziewięcioletnia Cyd, Amiah Miller jako dziewięcioletnia Shelby Nieobecni: Benjamin Royer jako Bret Marcus, Matthew Royer jako Chet Marcus |                                                                |                              |                                       |                      |                                                   |         |
| 11-12 | Cyd and Shelby Strike Back Cyd i Shelby Kontratakują           | Shelley Jensen Shannon Flynn | Steve Jarczak Shawn Thomas Jim Martin | 27 listopada 2015    | 15 kwietnia 2016 (cz. 1) 22 kwietnia 2016 (cz. 2) | 111 112 |
| Dziewczyny dowiadują się, że Janet stoi za laboratorium przyszłości, więc postanawiają ją powstrzymać, jednak przenoszą się w przeszłość, aby powstrzymać Janet przed utworzeniem GDD. Ich plan wydaje się działać, dopóki dziewczyny nie orientują się, że powstrzymały inne ważne wydarzenia dla nich, więc ich życie inaczej się potoczyło. Muszą coś zrobić. Gościnnie: Kevin Symons jako Norm Marcus, Nora Dunn jako Janet Smythe, Tamela D’Amico jako młoda Janet Nota: Jest to godzinny odcinek specjalny. |                                                                |                              |                                       |                      |                                                   |         |
| 13 | The Girls of Christmas Past Dziewczyny Świąt Przeszłych        | David Kendall                | Kevin Engelking Sarah Jeanne Terry    | 6 grudnia 2015       | 21 czerwca 2016                                   | 114     |
| Odcinek zaczyna się słowami Cyd, która mówi, że co rok dostaje od Shelby wystrzałowy prezent na święta, a od niej gorszy. Postanawia przenieść się w czasie, by naprawić przeszłe święta. Niestety dziewczyna musi ciągle kłamać, dochodzi do tego, że Shelby wezwała policję, gdyż jej przyjaciółka rok temu nie mieszkała w jej domu, a przyjaciółka Cyd myśli, że są w teraźniejszości i gdy nie znajduje rzeczy Cyd w jej pokoju, wzywa policję. Gościnnie: : Mary Passieri jako Astrid Marcus oraz Kevin Symons jako Norm Marcus. |                                                                |                              |                                       |                      |                                                   |         |
| 14 | A Time to Double Date Czas na Podwójną Randkę                  | Robbie Countryman            | Debbie Wolfie                         | 21 lutego 2016       | 20 czerwca 2016                                   | 113     |
| Shelby i Cyd planują dwa ważne dla nich spotkania. Shelby chce iść na jej kiermasz biżuterii, natomiast Cyd na imprezę MMA, postanawiają najpierw iść na MMA, a potem przenieść się w czasie i iść na kiermasz. Podczas każdego spotkania dziewczyny poznają chłopaków, jednakże z powodu przeniesienia się w czasie nowo poznany chłopak Cyd w ogóle jej nie pamięta. Gościnnie: JT Neal jako Drake oraz Jay Jay Warren jako Joaquin |                                                                |                              |                                       |                      |                                                   |         |
| 15 | Jump to 50's Skok do lat 50                                    | Shelley Jensen               | Loni Steele Sosthand                  | 20 marca 2016        | 22 czerwca 2016                                   | 115     |
| Znaczyna się od tego, że Shelby i Cyd wraz Barrym i Naldo niosą skrzynię z pamiątkami od babci Shelby. Dziewczyny postanawiają przenieść się do lat 50. Tymczasem Barry użala się, gdy Astrid chce sprzedać kamper, w którym prowadzi eksperymenty. W latach 50 dzieje się źle, okazuje się, że dziewczyny namieszały z zeswataniem ich młodej babci Rity i dziadka Paula, z tego powodu Shelby z każda minutą przeistacza się w inną osobę. Gościnnie: Marion Roos jako babcia Rita, Mary Passieri jako Astrid, Anna Grace Barlow jako młoda Rita, Garrett Westton jako Paul Barow, Casey Campbell jako Vasper Nieobecni: Benjamin Cole Royer jako Bret, Matthew Lewis Royer jako Chet |                                                                |                              |                                       |                      |                                                   |         |
| 16 | Diesel Gets Lost in Time Diesel Zaginął w Czasie               | Shelley Jensen               | Jim Hope                              | 17 kwietnia 2016     | 23 czerwca 2016                                   | 116     |
| Po tym jak pies Cyd – Diesel zjadł czip Barry’ego, przenosi się do dnia poprzedniego. Poprzez odbiornik, dziewczyny podążają za nim, by przywrócić go do teraźniejszości. Tymczasem Marcie zrywa z Berrym, ponieważ uważa ona, że ma on przed nią tajemnice. Diesel ponownie przenosi się w czasie, tyle, że do dwóch dni przed teraźniejszością, Cyd traci nadzieję odzyskania swojego ukochanego psa, który zastępował jej rodziców. Nagle Shelby i Cyd są zaatakowane przez dwa inne psy, udaje im się wskoczyć do miejsca, z którego psy nie będą mogły je skrzywdzić, dziewczyny są przerażone i zaczynają liczyć na najgorsze, gdy Diesel je ratuje. Po ciężkim dniu podróży dziewczyny wracają do domu. Shelby się zapomina i mówi Przyszłość, wtem zostają przeniesione do Laboratorium Przyszłości, Cyd ściąga maskę tajemniczego gościa, który współpracuje z GloboDigiDyne, a tym zamaskowanym gościem okazuje się być... Barry. Gościnnie: Kevin Symons jako Norm |                                                                |                              |                                       |                      |                                                   |         |
| 17 | Fight the Future: Part 1 Walka Przyszłości : Część 1           | Shannon Flynn                | Steve Jarczak Shawm Thomas            | 8 maja 2016          | 24 czerwca 2016                                   | 117     |
| Zaskoczone dziewczyny pytają Barry’ego, dlaczego chciał odebrać im moc przenoszenia się w czasie, ten odpowiada... Bo mnie o to prosiłyście. Następnie Shelby i Cyd przenoszą się do ich szkoły, która przez ostatnie dwa lata zamieniła się w Janet Smith Academy. Gościnnie: JT Neal jako Drake oraz Nora Dunn jako Janet Smythe, Mary Passieri jako Astrid oraz Kevin Symons jako Norm Nieobecni: Benjamin Cole Royer jako Bret, Matthew Lewis Royer jako Chet |                                                                |                              |                                       |                      |                                                   |         |
| 18 | Fight the Future: Part 2 Walka Przyszłości : Część 2           | Jon Rosebaum                 | Michael B. Kaplan                     | 15 maja 2016         | 1 października 2016                               | 118     |
| Niespodziewanie na kolacji u Marcusów zjawia się Janet, dziewczyny robią wszystko by ta nie pamiętała o ich zdolnościach. Plan nie idzie po myśli dziewczyn. Janet wszystko pamięta, do tego chce moc podróży w czasie przechwycić dla siebie. Shelby i Cyd w desperacji pozbywają się swoich mocy. Gościnnie : Nora Dunn jako Janet Smythe, Mary Passieri jako Astrid oraz Kevin Symons jako Norm |                                                                |                              |                                       |                      |                                                   |         |
| 19 | Fight the Future: Part 3 Walka Przyszłości : Część 3           | Jon Rosebaum                 | Jed Elinoff Scot Thomas               | 22 maja 2016         | 8 października 2016                               | 119     |
| Gdy Janet porywa Barry’ego i Naldo do laboratorium, dziewczyny rozwiązują zagadkę podróży w czasie, chcą podać tę recepturę Janet, jeśli wypuści chłopaków. Podczas konfrontacji w laboratorium Cyd i Shelby odzyskują swoje moce i przenoszą się dwa dni wcześniej, do szkoły. Chwilę później uświadamiają sobie, że kobieta ma tachiometr, który pozwala jej zweryfikować położenie dziewczyn. Janet się zjawia i otrzymuje moc podróży w czasie, dziewczyny nie chcąc dopuścić do złych konsekwencji rozpoczynają walkę podróżników w czasie. Janet przegrywa i zostaje odesłana do przyszłości. Wieczorem w szkole otwiera się luka czasowa, przez którą ktoś z odległych czasów przechodzi do świata rzeczywistego. Gościnnie : Nora Dunn jako Janet Smythe, Mary Passieri jako Astrid, Kevin Symons jako Norm, Stephanie Brait jako Cyd z przyszłości oraz Brooke Newton jako Shelby z przyszłości                                                                      |                                                                |                              |                                       |                      |                                                   |         |

### Sezon 2 (2016)
| 20 | Princess Problems Problemy Księżniczki               | Bob Koherr      | Jed Elinoff & Scott Thomas     | 25 lipca 2016       | 7 stycznia 2017  | 201     |
| Cyd i Shelby są szczęśliwe, że udało im się pokonać Janet. Wkrótce z Barrym i Naldo widzą, jak w szkole przez czasowy portal przenosi się do teraźniejszości dziewczyna z roku 1522 o imieniu Daisy. Dziewczyna bardzo chce wrócić do przeszłości, więc Barry postanawia otworzyć czasowy portal, jednak wysadza swoje laboratorium. Dziewczyny odkrywają, że Daisy jest księżniczką uwięzioną w wieży. Pytają ją, czy naprawdę chce wrócić do przeszłości. Dziewczyna po zastanowieniu postanawia zostać. Daisy ma zamieszkać z Naldo, także Barry dostaje nowe laboratorium. Kiedy dziewczyny przytulają Daisy, przenoszą się przypadkowo do przeszłości do wieży Daisy. Gościnnie: Bryana Salaz jako Daisy, Larry Joe Campbell jako pan Doyle |                                                      |                 |                                |                     |                  |         |
| 21 | Worst Night Whenever Najgorsza Noc od Czasu do Czasu | Bob Koherr      | Jennifer Glickman              | 26 lipca 2016       | 14 stycznia 2017 | 202     |
| Bret i Chet są zdenerwowani uczestnictwem w ich balu szóstoklasisty. Cyd i Shelby postanawiają przenieść się do 2012 by naprawić ich własny bal szóstoklasisty. Gościnnie: Will Babbitt jako Neil, Madison Horcher jako Bianca, Joe Malone jako Dyrektor Dilmore |                                                      |                 |                                |                     |                  |         |
| 22 | Epic Girl’s Day Dzień Dziewczyn                      | Victor Gonzalez | Erin Dunlap                    | 27 lipca 2016       | 21 stycznia 2017 | 204     |
| Kiedy Daisy ma zostać w teraźniejszości, dziewczyny starają się ją wprowadzić w ten czas i razem z nią organizują dzień dziewczyn w galerii. Cyd i Shleby zaczynają rywalizować o to, kto ma spędzać więcej czasu z Daisy. Kiedy Daisy znika, tę ją szukają, jednak kiedy nie mogą jej znaleźć postawiają przenieść się kilka minut wcześniej zanim zniknęła, jednak dziewczyny pomyślały o innym czasie i przenoszą się do dwóch alternatywnych przeszłości, gdzie jedna z nich nie istnieje. Postanawiają znaleźć sposób by wrócić do prawdziwej teraźniejszości. Wkrótce, kiedy dziewczyny w swojej rzeczywistości "dotykają" tego samego miejsca przenoszą się z powrotem do teraźniejszości. Wkrótce odnajdują Daisy. Kiedy przytulają ją ponownie przenoszą się do jej wieży i widzą zamaskowaną postać... Gościnnie: Mary Passeri jako Astrid, Bryana Salaz jako Daisy |                                                      |                 |                                |                     |                  |         |
| 23 | Girl Code Kod dziewczyn                              | Bob Koherr      | Jim Martin                     | 28 lipca 2016       | 28 stycznia 2017 | 203     |
| Shelby chce stworzyć swoją własną stronę internetową, jednak nie wie jak. Koleżanka mówi jej by sama się postarała ją zrobić, jednak ta zaciąga do pomocy dwóch kujonów. Tymczasem Cyd i Naldo starają się ukryć na podwórku łódź. Gościnnie: Leah Lewis jako Alex, Niles Fitch jako Elliot, Eric Osovsky jako Reboot |                                                      |                 |                                |                     |                  |         |
| 24 | Derby Little Secret Mały Sekret Derby                | Victor Gonzalez | Rick Williams & Jenna McGrath  | 29 lipca 2016       | 4 lutego 2017    | 205     |
| Cyd proponuje Shelby, by tej nocy poszły na podziemny konkurs wrotkarski, ale ich rodzic się nie zgadza. Mimo zakazu, łamią go i idą do galerii, gdzie ma odbyć się wspomniane wydarzenie. Tymczasem Barry i Naldo chcą zostać pasowani na rycerzy i proszą o pomoc Daisy. Gościnnie : Marry Passieri jako Astrid oraz Bryana Salaz jako Daisy |                                                      |                 |                                |                     |                  |         |
| 25 | Night of the Were-Diesel Noc z Wilko-Dieslem         | Jon Rosenbaum   | Rick Williams & Jenna McGrath  | 2 października 2016 | 11 lutego 2017   | 211     |
| 26 | The Friendship Code Kod Przyjaźni                    | Shannon Flynn   | Jennifer Glickman              | 3 października 2016 | 18 lutego 2017   | 208     |
| Gość specjalny: Jason Earles jako Dax Fraggins Nieobecni : Benjamin Cole Royer jako Bret, Maththew Lewis Royer jako Chet |                                                      |                 |                                |                     |                  |         |
| 27 | The Lying Game Gra w Kłamstwa                        | Victor Gonzalez | Molly Haldeman & Camilla Rubis | 4 października 2016 | 25 lutego 2017   | 206     |
| Gość specjalny: Wil Babbitt jako Neil |                                                      |                 |                                |                     |                  |         |
| 28 | Working Nine to Fudge Praca z Dziewięcioma Krówkami  | Shelley Jensen  | Molly Haldeman & Camilla Rubis | 5 października 2016 | 6 września 2019  | 210     |
| Shelby i Cyd dostają swoje pierwsze prace, jednak praca którą dostała Shelby nie jest do końca taka jaką sobie wymarzyła. Gościnnie: Stephen Ellis jako Jordan, Nika Williams jako Zoe Walters |                                                      |                 |                                |                     |                  |         |
| 29 | It's Not Ye, It's Me To Nie Ty, To ja                | Shannon Flynn   | Jim Martin                     | 6 października 2016 | 5 września 2019  | 207     |
| Kiedy dziewczyny dowiadują się od Daisy, że w przeszłości jest zaręczona z Sebastianem, chłopakiem, którego nie kocha, Cyd i Shelby przenoszą się do 1522 by zerwać ich zaręczyny, jednak wkrótce dochodzi do walki pomiędzy nimi, a narzeczonym. Kiedy ogłuszają go, rozmawiają o tym, że Daisy jest w przyszłości, ale nie wiedzą, że słyszy ich Sebastian, który postanawia ją odnaleźć... Tymczasem Naldo odkrywa, że Barry jest zakochany w Daisy. Gościnnie: Bryana Salaz jako Daisy, Barrett Carnahan jako Sebastian, Joe Ochman jako Ulrich |                                                      |                 |                                |                     |                  |         |
| 30 | The Christmas Curse Świąteczna Klątwa                | Shelly Jensen   | Erin Dunlap                    | 4 grudnia 2016      | 8 grudnia 2017   | 209     |
| 31-32 | Revenge of the Past Zemsta przeszłości               | Shelley Jensen  | Jed Elinoff oraz Scott Thomas  | 11 grudnia 2016     | 9 września 2019  | 212-213 |
| W liceum nadchodzi bal. Barry chciałby zaprosić Daisy, jednak Cyd i Shleby chcą iść z nią na bal i zrobić dla siebie babski wieczór. Kiedy Naldo przypadkowo wygaduje się Cyd i Shelby, że Barry jest zakochany w Daisy, te zmieniają plany i chcą zeswatać ich. Barry chce jej zaimponować i postanawia otworzyć czasowy portal w szkole, jednak nie udaje mu się to. Gdy z Naldo wychodzą ze szkoły portal się otwiera i wychodzi z niego Sebastian. Następnego dnia Cyd i Shelby są przerażone, że Sebastian jest w teraźniejszości. Barry przyznaje się, że otworzył portal by zaimponować dziewczynie. Ta mówi, że to najsłodsza rzecz jaką ktoś kiedykolwiek dla niej zrobił i postanawia iść z nim na bal. Kiedy zaś dziewczyny dowiadują się, że Sebastian przyszedł po Daisy chcą ją ukryć, więc ta nie może iść na bal z Barrym. Ten jest zły. Cyd i Shelby wpadają na pomysł, że Cyd pójdzie z Naldo, a Shelby z Barrym i w ten sposób otworzą ponownie portal i Sebastian wróci do przeszłości. Barry jest zły, że idzie na bal z Shelby a nie z Daisy. Naldo jest pod wrażeniem gdy widzi Cyd w sukience. Na balu Shelby i Barry chcą otworzyć portal. Shelby tańczy z Sebastianem i ma go zaciągnąć w miejsce, w którym ma być otworzony portal. Wszystko idzie zgodnie z planem, jednak Sebastian widzi Cyd tańczącą z Naldo i orientuje się, że miał z dziewczynami styczność wcześniej, kiedy te miały zerwać zaręczyny Sebastiana i Daisy. Sebastian chce Daisy, jednak Cyd, Shelby, Barry i Naldo nie chcą powiedzieć gdzie jest. Wkrótce portal się otwiera i staje przed nim Daisy i mówi, że to po nią przyszedł. Dochodzi do sprzeczki, w trakcie której Sebastian i Shelby wpadają do portalu i przenoszą się w przeszłość, a wynalazek zostaje zniszczony. Przyjaciele chcą uwolnić Shelby. W przeszłości Sebastian mówi, że poślubi Shelby, gdyż jest podobna do Daisy. Dziewczyna chce uciekać ale nie może. W teraźniejszości przyjaciele otwierają portal po długim czasie i Cyd ratuje Shelby, jednak Sebastian przechodzi przez portal z rycerzami i chce Daisy. Daisy godzi się wyjść za Sebastiana by chronić przyjaciół. Czwórka jest smutna i kiedy się przytulają trafia w nich laser Barry’ego i przenoszą się do przeszłości. Okazuje się, że teraz cała czwórka może podróżować w czasie. Chcą uratować Daisy przed ślubem, jednak dziewczyna orientuje się, że jest w swoim królestwie i może decydować za siebie i nie chce wyjść za Sebastiana. Każe go aresztować. Daisy jest koronowana na królową. Gdy przyjaciele żegnają się z Daisy ta mówi, że nigdy ich nie zapomni i całuje Barry’ego. Przyjaciele wracają do swojego czasu. Gościnnie: Bryana Salaz jako Daisy, Barrett Carnahan jako Sebastian, Rosalind Ayres jako Lucinda |                                                      |                 |                                |                     |                  |         |